# Synagoga ve Splitu
Splitská synagoga je starobylá židovská modlitebna v chorvatském Splitu. Nachází se v prvním patře budovy v ulici Židovski prolaz (Židovský průchod) č. 1., v těsném sousedství západní zdi slavného Diokleciánova paláce v historickém centru města. Objekt je zapsán jako kulturní památka (chráněný kulturní statek) pod označením Z-5650.

## Historie

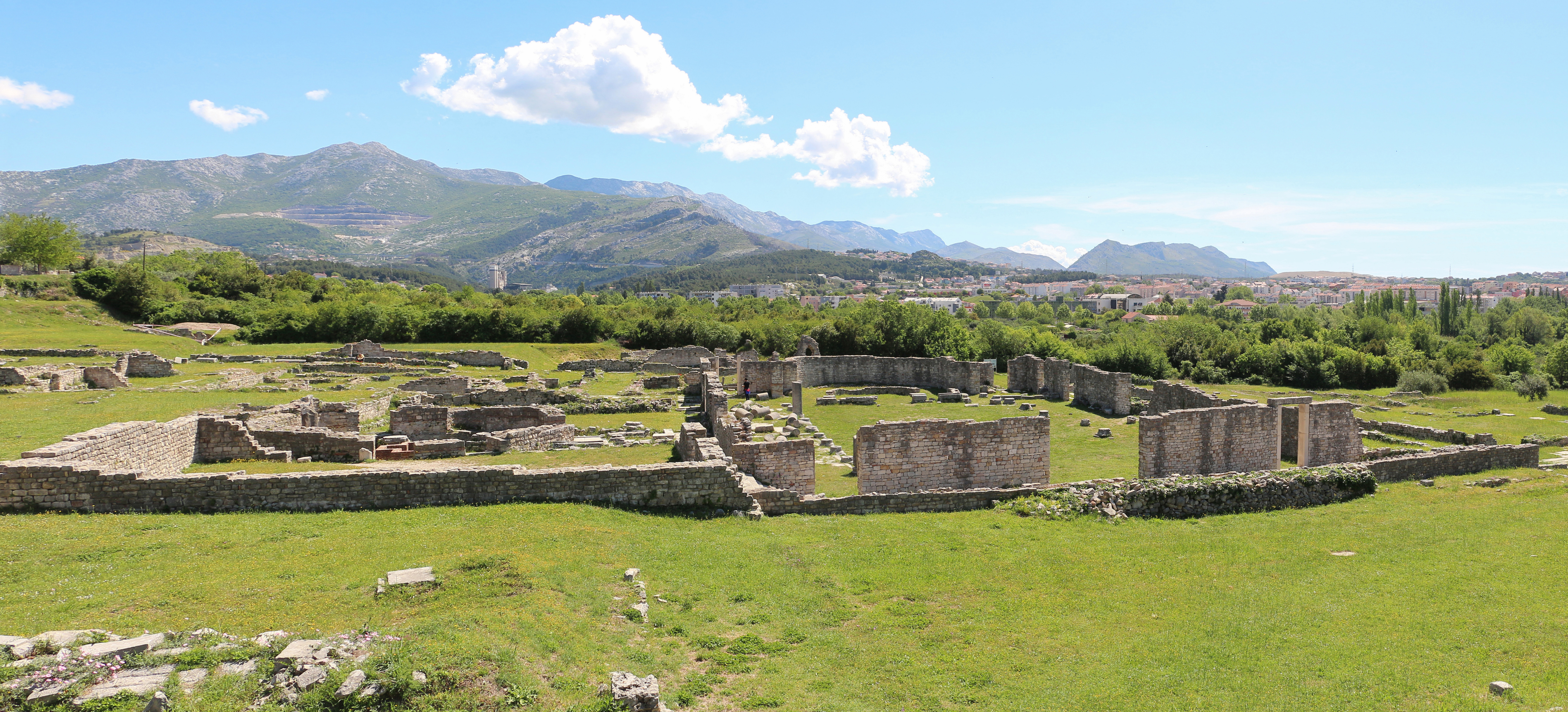
Zbytky antického města Salona, kde

### Židé v Dalmácii
První Židé se v Dalmácii usadili již v prvních stoletích křesťanské éry s dobytím dalmatského pobřeží římskými vojsky. Když Římané v 1. století na svahu při pobřeží Kaštelského zálivu učinili město Salonu (dnešní Solin) hlavním městem provincie Dalmatie, usadilo se zde také několik židovských obchodníků a řemeslníků. Archeologické vykopávky odhalily židovské artefakty z tohoto období, které naznačují existenci synagogy z doby císaře Diokleciána, který vládl v letech 284 až 305. Poté, co nájezdy Avarů a Chorvatů v 7. století Salonu poničily, uchýlilo se tamní obyvatelstvo do Diokleciánova opevněného paláce, které se stalo jádrem pozdějšího města Spalatum (Split). Několik rytin menor vytesaných na kamenných blocích Diokleciánova paláce svědčí o přítomnosti Židů z této doby ve Splitu.

### Židovská komunita ve Splitu
Na přelomu 15. a 16. století se židovská komunita ve Splitu podstatně vzrostla o nově příchozí sefardské (španělské) Židy, kteří byli v roce 1492 vyhoštěni inkviziční ze Španělska, Portugalska a částečně z Itálie. Ačkoli početně splitská židovská komunita nikdy nepřekročila několik stovek osob, měla značný vliv na místní ekonomiku. Prominentní Žid Daniel Rodriguez v 16. století založil ve Splitu svobodný přístav a mnoho lidí zbohatlo na vývozu zboží z osmanských území na Balkáně do Benátek. Jiná významná židovská rodina Morpurgo založila jedno z nejstarších knihkupectví v Evropě. V ulicích bývalého ghetta, lze dosud vidět prázdná místa ve dveřích, kde kdysi byly mezuzot.
Na počátku 20. století židovská komunita ve Splitu měla asi 100 členů. V době druhé světové války byla synagoga vážně poškozena a velká část komunity v následujících letech emigrovala do Palestiny.
Teprve po osamostatnění Chorvatska v roce 1995 došlo k postupnému oživení činnosti komunity.

### Synagoga
První synagoga ve Splitu, pravděpodobně z římského období, byla zničena při velkém požáru v roce 1507. Brzy poté byla v jiné části města u západní zdi Diokleciánova paláce postavena nová synagoga spojením a přeměnou druhé patra dvou středověkých domů. Synagoga ve Splitu byla postavena kolem roku 1500 v místě, které se později stalo židovským ghettem ve Splitu.
Nová synagoga vznikla ve druhém patře úpravou prostor po spojení dvou středověkých domů. Nejposvátnější část židovského chrámu, aron ha-kodeš, byla zabudována do západní zdi Diokleciánova paláce, směrem k Jeruzalému. Svým datem vzniku kolem roku 1500 je splitská synagoga druhou nejstarší synagogou v Chorvatsku a současně druhou nejstarší nepřetržitě fungující sefardským synagogou na světě a jednou z nejstarších dosud aktivních evropských synagog.
V roce 1573 byl na vyvýšenině na jižním svahu kopce Marjan s výhledem na město a záliv založen splitský židovský hřbitov.
V roce 1728 prošla synagoga celkovou renovací, při níž interiér získal svou dnešní klasicistní podobu z černého a bílého mramoru.